# Dapagliflozina
A dapagliflozina (Forxiga® ) é um medicamento que inibe de forma reversível o cotransportador sódio-glicose 2 (SGLT2).  A partir da inibição deste cotransportador, a reabsorção de glicose e sódio pelas células renais é diminuída, promovendo, desta forma, um aumento da excreção de ambas, possuindo assim efeito  hipoglicemiante. A dapaglifozina e os demais inibidores do SGLT2 (empagliflozina e canagliflozina) aparecem como opções promissoras de tratamento para pacientes diagnosticados com diabetes mellitus tipo 2.

## Mecanismo de ação
A dapagliflozina é um inibidor seletivo e reversível do SGLT2 presentes no túbulo renal proximal. Este cotransportador é responsável por cerca de 90% da reabsorção de glicose do organismo. Portanto, a inibição pela dapaglifozina leva a uma diminuição na reabsorção de glicose e sódio e, consequentemente, aumenta a excreção de ambos (diurese osmótica e natriurese). A quantidade de glicose removida pelo rim por esse mecanismo é dependente da concentração de glicose no sangue e da taxa de filtração glomerular (TFG).

## Efeitos cardiovasculares
Além do efeito hipoglicemiante, a ação farmacológica da dapaglifozina produz efeitos benéficos no que diz respeito aos riscos cardiovasculares independentes do nível glicêmico, como redução da pressão arterial sistólica e diastólica, redução de peso e diminuição do estresse oxidativo. Além disso, devido a diurese osmótica e natriurese provocadas pela dapaglifozina, ocorre a uma redução na sobrecarga de volume plasmático com consequente redução na pressão sanguínea. Todos esses fatores levam a uma menor pré-carga e pós-carga, o que também produz efeito benéfico na remodelação cardíaca.
Além dos efeitos citados acima, recentemente a Dapagliflozina foi incluída como tratamento complementar em pacientes com Doença Renal Crônica (DRC) pelo Ministério da Saúde. A Dapagliflozina associada a anti-hipertensivos (IECA ou BRA) demonstrou efeitos benéficos em reduzir os riscos de morte causado por problemas renais. Além de diminuir a reabsorção de glicose, fazendo com que a mesma, seja eliminada pela urina, também reduz a perda de albumina e creatinina pela urina contribuindo para uma melhora na função renal 

## Efeitos adversos
Os efeitos adversas que podem ser causados pelos inibidores do SGLT2 são considerados de leves a moderados. Destacam-se: 
- Infecções genitais
- Infecções urinárias
- Hipoglicemia
- Depleção de volume